# Perilampus dentatinotum
Perilampus dentatinotum är en stekelart som beskrevs av Girault 1928. Perilampus dentatinotum ingår i släktet Perilampus och familjen gropglanssteklar. Inga underarter finns listade i Catalogue of Life.